# Valkarkaj
Valkarkaj (Russisch: Валькаркай) is een afgelegen poolstation in het noorden van de Russische autonome okroeg Tsjoekotka, gelegen op de smalle landengte ten noorden van de Valkarkajlagune aan de zuidkust van de Oost-Siberische Zee. Het poolstation werd in de jaren 1930 opgericht als onderdeel van de Noordelijke Zeeroute en functioneert tot op heden. Het is het enige van de ruim 25 poolstations in Tsjoekotka waar naast hydrometeorologisch en oceanisch onderzoek ook onderzoek wordt verricht naar andere atmosferische factoren, namelijk naar het magnetisch veld van de aarde en naar milieuvervuiling. Het onderzoek naar het magnetisch veld wordt vanaf het midden van de jaren 1990 verricht in het kader van een Russisch-Japans samenwerkingsproject. In 2009 werden nieuwe instrumenten aangeleverd door het Arctisch en Antarctisch Onderzoeksinstituut in het kader hiervan. Er werken ongeveer 5 personen.
Het poolstation ligt op ongeveer 5 uur rijden van Pevek over een onverharde weg. Verder heeft het poolstation onverharde wegverbindingen met Kaap Sjelag in het noordoosten, Janranaj in het zuidwesten en Gyrgytsjan in het zuidoosten.